# Palythoa irregularis
Palythoa irregularis is een Zoanthideasoort uit de familie van de Sphenopidae. De wetenschappelijke naam van de soort is voor het eerst geldig gepubliceerd in 1860 door Duchassaing & Michelotti.